# وانگ شین (شیرجه‌رو)
وانگ شین (چینی: 王鑫؛ زادهٔ ۱۱ اوت ۱۹۹۲) شیرجه‌رو اهل چین است.
وی در مسابقات کشوری و بین‌المللی در مجموع برندهٔ ۵ مدال طلا، ۲ مدال برنز شده‌است.